# Tropheus moorii
Tropheus moorii ist eine Buntbarschart, die endemisch im Tanganjikasee lebt und dort in zahlreichen Farbmorphen verbreitet ist. Die Art wurde von George Albert Boulenger nach J. E. S. Moore benannt, der die Typusexemplare 1895 bis 1896 für das Natural History Museum in London gefangen hatte.

## Merkmale

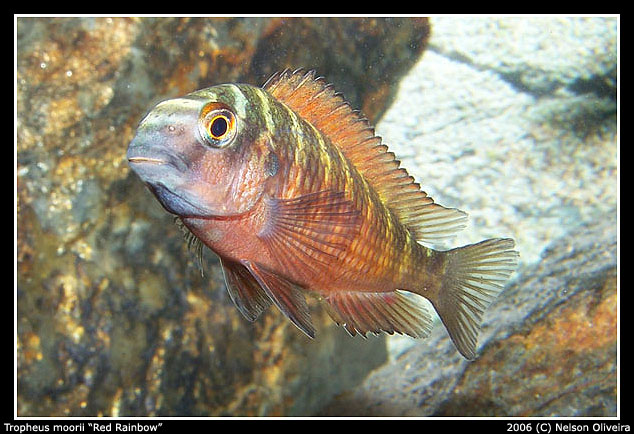
Tropheus moorii „Red Rainbow“ von der Südostküste bei Kasanga (Tansania).

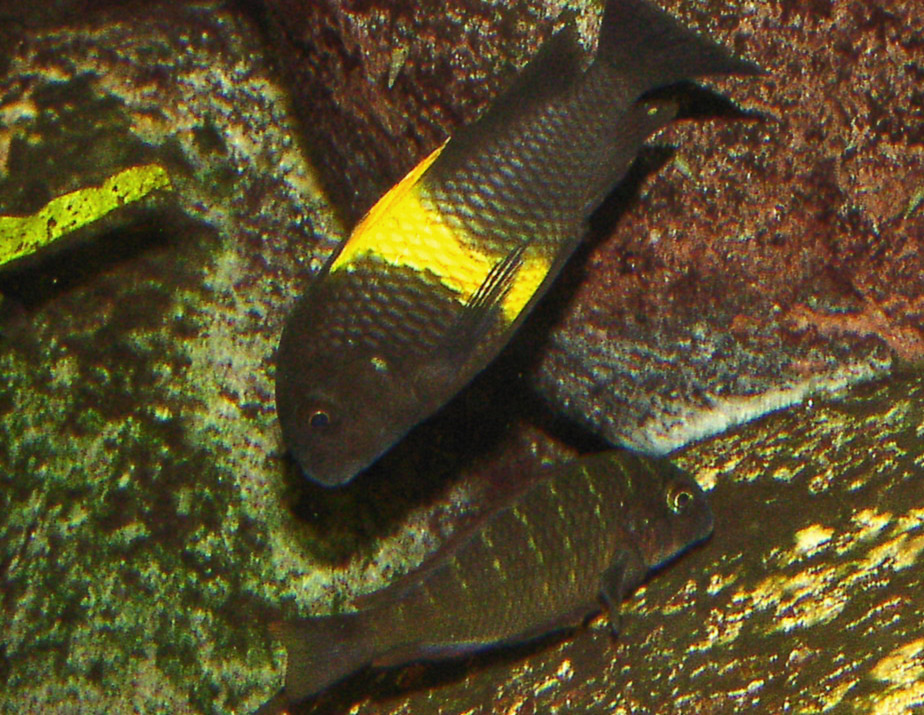
Oben Tropheus moorii „Kiriza“ von der Nordwestküste (Dem. Rep. Kongo), ein Vertreter des nördlichen, schwärzlichen Typs und Tropheus moorii „Kachese“ (unten) von der Südküste (Sambia) ein Vertreter des bräunlichen, südlichen Typs.

Tropheus moorii wird 12 bis 14,5 cm lang und hat einen relativ hochrückigen, seitlich ein wenig abgeflachten Körperbau, ein breites, unterständiges Maul, ein steiles Kopfprofil und eine eingebuchtete Schwanzflosse. Farblich ist die Art aufgrund der streng an das Felslitoral gebundenen Lebensweise und der daraus folgenden mikrogeographischen Isolation sehr variabel und es existieren mehr als 20 lokale Varietäten, zwischen denen es in der Regel keine Übergangsformen gibt. Die Tiere von der Typlokalität an der Südspitze des Sees, bei der sambischen Stadt Mpulungu, sind von gelb- bis graugrüner Grundfärbung und tragen auf den Flanken einen zitronengelben bis orangefarbigen Fleck, der direkt hinter dem Kiemendeckel beginnt und in Form und Größe recht unterschiedlich sein kann. Der Kopf adulter Tiere ist mit zahlreichen hellen kleinen Punkten gesprenkelt. Die Iris ist silbrig, mit Ausnahme einer schwarzen Zone im oberen Bereich, und ist rot umrandet. Die Rückenflosse ist bläulich, blaugrau oder rotviolett.
Meist ist die Grundfärbung der Fische in der nördlichen Seehälfte und im mittleren Bereich der Ostküste schwärzlich, mit grauen und braunen Anteilen und kräftig rot oder gelb gefärbten Flecken oder Bändern oder, in der südlichen Seehälfte, bräunlich mit mehr oder weniger starken roten Anteilen und blauen, grünen oder gelben Markierungen. Die Ränder der Schuppen sind meist dunkel, so dass ein Netzmuster entsteht. Die Farbmarkierungen können stimmungsabhängig mehr oder weniger deutlich sein. Jungfische tragen auf den Körperseite 7 bis 8 helle, senkrechte Bänder, die auch unterbrochen sein können. Die Geschlechter unterscheiden sich nur wenig. Meist sind die Bauchflossen der Männchen länger.
- Flossenformel: Dorsale XIX–XXII/5–8, Anale IV–VII/6–7.
- Schuppenformel: mLR 30–33.

## Lebensweise
Tropheus moorii lebt an den Felsufern des Tanganjikasees in Tiefen bis fünf Metern. Er ernährt sich von den auf den Felsen wachsenden Algen, die er mit seinen flachen, auf den Außenrändern des lippenlosen Mauls sitzenden Zähnen abschabt. Dabei bewegt er sich ständig sehr aktiv in kleinen Trupps oder Schwärmen und schwimmt unaufhörlich die Felswände auf und ab, in Spalten und Höhlen hinein und hinaus. Zonen mit sandigem Boden oder Geröllzonen mit Steinen, die sich in der Brandung bewegen, werden von den Tieren gemieden, selbst wenn sie nur von geringer Ausdehnung (z. B. 20 Meter) sind. Diese Zonen stellen somit eine ökologische Barriere für eine Vermischung der verschiedenen Morphen dar. Beobachtungen in Aquarien haben gezeigt, dass Tropheus moorii sehr empfindlich reagiert, wenn der pH-Wert, der im Tanganjikasees mit 8,6 bis 9,5 ungewöhnlich hoch ist, zu niedrig liegt. Somit stellen auch einmündende Flüsse, die meist eine vom Seewasser verschiedene Wasserchemie und einen geringeren pH-Wert haben, eine wirkungsvolle Barriere dar.

## Fortpflanzung
Tropheus moorii ist ein Maulbrüter. Vor dem Laichakt putzen die Paare einen Stein und machen Andeutungen, eine Grube im Seeboden auszuheben. Dabei handelt es sich um stammesgeschichtliche Relikthandlungen, die zeigen, dass Tropheus moorii substratlaichende Vorfahren hatte. Die 8 bis 17 großen Eier pro Laichakt sind groß und haben einen Durchmesser von 4 bis 7 mm. Sie werden in freiem Wasser abgegeben und meist schon im Sinken einzeln vom Weibchen in das Maul genommen. Nach etwa 4 Wochen bis 45 Tagen verlassen die inzwischen geschlüpften Jungfische, sie sind jetzt etwa 12 bis 16 mm lang, zum ersten Mal das mütterliche Maul. Danach werden sie noch 12 bis 14 Tage von der Mutter geschützt.

## Systematik
Tropheus moorii ist eine von sechs derzeit anerkannten Arten der Gattung Tropheus. Ob alle Farbmorphen tatsächlich zu Tropheus moorii gehören oder einige vielmehr eigenständige Arten darstellen, ist noch nicht geklärt. Viele Autoren lassen das Art-Epitheton moorii weg und bezeichnen Farbmorphen z. B. als Tropheus sp. „Kigoma“ oder als „Blutkehl-Moorii“. Besonders die gesamte Population im Nordteil des Sees, die eine schwärzliche bis dunkelbraune Grundfärbung hat, könnte eine eigenständige Art sein.